# SINGULAR (数式処理システム)
SINGULAR (正しくはスモールキャピタルで Singular) は多項式や環 (可換多元環) の演算を念頭に置いて開発された、計算機代数のソフトウェアである。 SINGULAR は自由ソフトウェアであり、GNU General Public Licence にしたがった利用、配布が認められている。可換でない環での演算は SINGULAR の派生ソフトウェアである PLURAL で実行できる。SINGULAR の開発は、Gert-Martin Greuel、Gerhard Pfister、Hans Schönemann の3人により1984年に始まった。